# آکسل نف
دیوید «آکسل» نف یک تاجر آمریکایی است، که بیشتر به خاطر نقش خود به عنوان دستیار مدیر سابق عملیات بین‌المللی شبکه اجتماعی روسی Vkontakte و به عنوان یکی از بنیانگذاران پلت فرم پیام رسانی تلفن همراه Digital Fortress شناخته می‌شود، که برای ایجاد برنامه پیام فوری تلگرام استفاده می‌شود. نف یکی از بنیانگذاران Telegram LLC مستقر در ایالات متحده بود که مسئول ایجاد پیام رسان تلگرام بود. وی به ترتیب به عنوان رئیس شرکت‌های تابعه برای هر دو شرکت، Durov LLC و Digital Fortress LLC. نف همچنین مدیر شرکت پیکتوگراف LLC و Telegram LLC بود.

## اوایل زندگی
نف از بوفالو، نیویورک و دبیرستان را از مؤسسه اسپرینگویل گریفیت فارغ‌التحصیل کرد. از آنجا او را منتقل فیلادلفیا، PA برای حضور در کالج سوارثمور، جایی که او مورد مطالعه قرار مهندسی و بازی فوتبال. وی در سال ۲۰۰۳ با مدرک لیسانس علوم مهندسی و اقتصاد فارغ‌التحصیل شد.

## حرفه

### مشارکت در VK
در حالی که در کالج بود، نف از طریق یک دوست مشترک در دانشگاه ایالتی سن پترزبورگ با ایلیا پرکوپسکی و پاول دوروف آشنا شد.
وی از ژوئیه ۲۰۰۸ تا آوریل ۲۰۱۴ به عنوان دستیار مدیر عملیات بین‌الملل خدمت کرد. وی به تلاش‌های مختلف جهانی برای گسترش، امور عملیاتی VK در ایالات متحده و ترجمه شبکه اجتماعی از روسی به زبان‌های دیگر کمک کرد. وی در به دست آوردن نام دامنه VK.com که VK در سال ۲۰۱۲ به آن منتقل شد، نقشی اساسی داشت. وی همچنین با ارسال تبلیغات برندگان مسابقه iPod Nano از Colden , NY در گسترش VK نقش داشت.

### دیجیتال فورت‌رِس ال ال سی
Digital Fortress LLC شرکتی بود که در سال ۲۰۱۲ توسط نف در شهر زادگاهش بوفالو، نیویورک ایجاد شد و توسط پاول دوروف تأسیس شد. این شرکت در زمینه مدیریت و تأمین مالی برنامه‌های تلفن همراه فعالیت می‌کند. نف به عنوان مدیر این شرکت فعالیت می‌کرد. دیجیتال فورت‌رِس ال ال سی دفتر مرکزی خود را در بوفالو، نیویورک حفظ کرد. در اوایل سال ۲۰۱۳ این شرکت ۹۶ ترابایت زیرساخت از QBC Systems خریداری کرد. در آوریل همان سال، پاول دوروف گفت که Digital Fortress یک خوشه ابری است که به سود استارت آپ‌های Start Fellows ایجاد شده‌است.
در ۱۴ اوت ۲۰۱۳، این شرکت اولین برنامه آزمایشی خود را با نام Telegram منتشر کرد. Telegram یک برنامه پیام رسانی فوری رایگان برای تلفن‌های هوشمند است که با استفاده از یک الگوریتم رمزگذاری جدید به نام MTProto ساخته شده‌است که توسط برادر پاول دوروف، نیکلای دوروف ایجاد شده‌است.

### عضویت در تلگرام
در ژانویه ۲۰۱۳، کانال خبری TV Rain گزارش داد که شرکت Digital Fortress Neff در حال کار بر روی یک پروژه جدید است. در آن زمان، گزارش شد اولین برنامه پشتیبانی شده توسط Digital قلعه telegra.ph نام دارد که قبلاً دامنه ای برای آن ثبت شده بود. بعداً این نام به نفع تلگرام کنار گذاشته شد.
در ۱۴ اوت ۲۰۱۳ این برنامه در پلتفرم Apple iOS منتشر شد. در همان زمان، یک مسابقه برای درخواست توسعه دهندگان برای کمک به توسعه برنامه در Android اعلام شد که از آن با عنوان "چالش Android Durov" یاد می‌شود.
اندکی پس از انتشار تلگرام، دوروف علناً با ایزوستیا صحبت کرد و اظهار داشت که «تلگرام، دقیقاً پروژه من نیست». وی در این مصاحبه توضیح داد که پروژه ای که وی تا حدی با سرمایه‌گذاری حمایت کرد دیجیتال قلعه بود، یک بستر میزبانی ابری برای پروژه‌هایی مانند تلگرام در میان دیگران.
سه هفته پس از راه اندازی تلگرام، تقریباً بلافاصله شاهد موفقیت آن بود. هر روز بیش از ۱۰۰۰۰۰ کاربر ثبت شده جدید در شبکه ظاهر می‌شوند. بیشتر آنها از کشورهای عربی بودند. چند ماه بعد در سال ۲۰۱۴، به دنبال فروش WhatsApp به فیس بوک، تلگرام با رشد تقریباً بالایی در هنگام ثبت نام تقریباً ۵ میلیون کاربر جدید در یک روز روبرو شد.

## بیشتر خواندن
- دیویی, کیتلین (23 نوامبر 2015). "ریشه‌های مخفی آمریکایی تلگرام، برنامه پیام رمزگذاری شده مورد علاقه دولت اسلامی است". واشینگتن پست. نش هولدینگ LLC.